# Cmentarz miejski w Tarnobrzegu
Cmentarz miejski w Tarnobrzegu – jeden z ważniejszych cmentarzy Tarnobrzega. Swój początek ma wraz z powstaniem parafii miejskiej w 1922 r., którą prowadzą dominikanie. Oni też zajmują się administracją tego miejsca. Plac pod cmentarz ofiarował Zdzisław Tarnowski.
Cmentarz jest nekropolią zamkniętą.

## Lokalizacja
Nekropolia powstała na terenie wyciętego lasu, tzw. Borku Miechocińskiego. Leży w południowej części Tarnobrzega - między Miechocinem a Wiankiem, w bezpośrednim sąsiedztwie skarpy Skalnej Góry, dworca PKS i Wisłostrady.